# Daniel Turner (Politiker)
Daniel Turner (* 21. September 1796 bei Warrenton, Warren County, North Carolina; † 21. Juli 1860 auf Mare Island, Kalifornien) war ein US-amerikanischer Politiker. Zwischen 1827 und 1829 vertrat er den Bundesstaat North Carolina im US-Repräsentantenhaus.

## Werdegang
Daniel Turner war der Sohn von US-Senator und Gouverneur James Turner (1766–1824). Er besuchte zunächst vorbereitende Schulen und absolvierte danach bis 1814 die US-Militärakademie in West Point. Nach seinem Abschluss wurde er Leutnant der Artillerie und nahm an der Endphase des Britisch-Amerikanischen Krieges teil. Später war er Militäringenieur. Am 17. Mai 1815 gab Turner den Militärdienst auf und setzte stattdessen bis 1817 seine eigene Ausbildung am College of William & Mary in Williamsburg (Virginia) fort. Anschließend zog er nach North Carolina, wo er eine politische Laufbahn einschlug.
Zwischen 1819 und 1823 saß Turner als Abgeordneter im Repräsentantenhaus von North Carolina. Bei den Kongresswahlen des Jahres 1826 wurde er als unabhängiger Kandidat im sechsten Wahlbezirk von North Carolina in das US-Repräsentantenhaus in Washington, D.C. gewählt, wo er am 4. März 1827 die Nachfolge von Weldon Nathaniel Edwards antrat. Dar er im Jahr 1828 auf eine erneute Kandidatur verzichtete, konnte er bis zum 3. März 1829 nur eine Legislaturperiode im Kongress absolvieren. Diese war von den heftigen Diskussionen zwischen Anhängern und Gegnern des späteren Präsidenten Andrew Jackson überschattet.
Nach seinem Ausscheiden aus dem US-Repräsentantenhaus wurde Daniel Turner Leiter der Mädchenschule in Warrenton. Nach der Gründung der ersten Marinewerft in Kalifornien auf Mare Island wurde er dort leitender Bauingenieur. Dieses Amt bekleidete er bis zu seinem Tod am 21. Juli 1860. Er wurde auf dem dortigen Marinefriedhof beigesetzt.